# Kapuzinerkirche (Krakau)

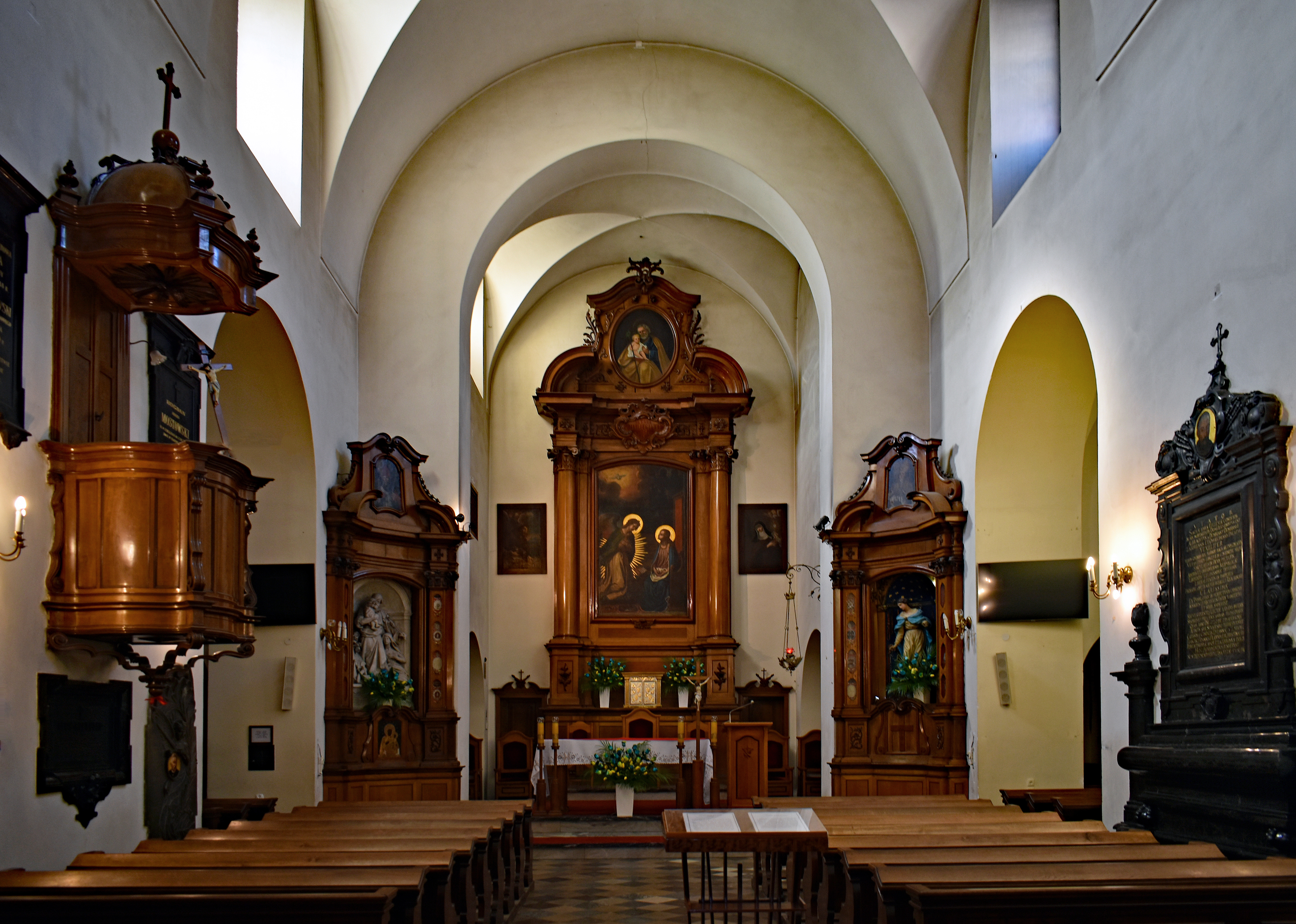
Innenraum

Die Kapuzinerkirche (polnisch Kościół Kapucynów) oder auch Mariä-Verkündigung-Kirche (poln. Kościół Zwiastowania Najświętszej Maryi Panny) in Krakau ist eine katholische Kirche an der ul. Loretańska 11 im Stadtteil Sand. 

## Geschichte
Die Kapuziner kamen 1695 nach Krakau und begannen mit dem Bau des Klosters und der Kirche im Stil des schlichten toskanischen Barocks. Stifter war Wojciech Dembiński, der auch in der Kirche bestattet wurde. Die erste Messe wurde 1700 gefeiert, die Kirche jedoch erst 1703 eingeweiht. Den von Cosimo III. de’ Medici gestifteten Altar malte 1701 der Florentiner Pietro Dandini. In der Nebensäule befindet sich eine Kanonenkugel, die die Kirche während des Polnisch Russischen Kriegs am 15. August 1768 traf. Die Aufständischen, die während des Kampfes um die Kirche gefallen sind, wurden auf dem Kirchengelände vor dem Haupteingang bestattet. Neben der Kirche errichteten die Kapuziner das Krakauer Loreto-Haus.